# 1533

## Събития
- 1533 – 1584 управление на Иван IV Грозни
- 23 май – Ан Болейн е коронована за кралица на Англия.
- 1 юни – Педро де Ередия основава град Картахена де Индиас в Колумбия.
- 15 ноември – Конкистадорът Франсиско Писаро пристига в Куско, Перу.

## Родени
- 28 февруари – Мишел дьо Монтен, френски писател
- 24 април – Вилхелм Орански, нидерландски държавник

## Починали
- 6 юли – Лудовико Ариосто, италиански поет
- 3 декември – Василий III, велик княз на Московското княжество